# San Diego Mariners
San Diego Mariners byl profesionální americký klub ledního hokeje, který sídlil v kalifornském městě San Diego. V letech 1974–1977 působil v profesionální soutěži World Hockey Association. Mariners ve své poslední sezóně v WHA skončily ve čtvrtfinále play-off. Své domácí zápasy odehrával v hale San Diego Sports Arena s kapacitou 12 920 diváků. Klubové barvy byly modrá a oranžová.
Založen byl v roce 1974 po přestěhování frančízy z New Yorku do San Diega.

## Umístění v jednotlivých sezonách
Stručný přehled
Zdroj: 
- 1974–1977: World Hockey Association (Západní divize)
- 1977–1978: Pacific Hockey League

Jednotlivé ročníky
Zdroj: 
Legenda: Z - zápasy, V - výhry, VP - výhry v prodloužení, R - remízy, P - porážky, PP - porážky v prodloužení, VG - vstřelené góly, OG - obdržené góly, +/- - rozdíl skóre, B - body, KPW - Konference Prince z Walesu, CK - Campbellova konference, ZK - Západní konference, VK - Východní konference, fialové podbarvení - reorganizace, změna skupiny či soutěže
| USA / Kanada (1974 – 1977) |                      |        |    |    |    |   |    |    |     |     |     |    |        |             |
| Sezóny                     | Liga                 | Úroveň | Z  | V  | VP | R | PP | P  | VG  | OG  | +/- | B  | Pozice | Play-off    |
| 1974/75                    | WHA (Západní divize) | –      | 78 | 43 | –  | 4 | –  | 31 | 326 | 268 | +58 | 90 | 2.     | Semifinále  |
| 1975/76                    | WHA (Západní divize) | –      | 80 | 36 | –  | 6 | –  | 38 | 303 | 290 | +13 | 78 | 3.     | Čtvrtfinále |
| 1976/77                    | WHA (Západní divize) | –      | 81 | 40 | –  | 4 | –  | 37 | 284 | 283 | +1  | 85 | 3.     | Čtvrtfinále |